# Aja Kong
Erika Shishido (japanska: 宍戸 江利花), född 25 september 1970, är en japansk fribrottare som är mest känd under sitt artistnamn Aja Kong (japanska: アジャ・コング). Hon har vunnit flera  individuella och lagtitlar, främst inom All Japan Women's Pro-Wrestling (AJW).

## Biografi
Aja Kong är dotter till en japanska och en amerikansk soldat. Fadern lämnade familjen när Kong var liten och hon växte upp med sin mor som var utstött ur familjen på grund av sitt förhållande med en amerikan. 
Vid 16 års ålder debuterade hon i All Japan Women’s Pro Wrestling under sitt riktiga namn. Eftersom hon är färgad fick hon en roll som ond (heel) under namnet Kongs dotter trots att hon hellre ville vara god (face). Rollen innebar att hon skulle hata och krossa sina japanska motståndare samtidigt som hon slog sig på bröstet som King Kong. Hon utvecklades till AJW:s största stjärna och blev den första färgade WWWA World Champion sedan år 1973. På grund av sina framgångar fick hon senare tillstånd att byta roll och är idag en legendarisk face.

## Meriter
Kong har gått mer än 2 500 matcher och vunnit 64 % av dem. 
Bland betydande titlar kan nämnas:
- AJW Championship
- AJW Tag Team Championship
- All Pacific Championship
- WWWA World Heavyweight Championship (2 gånger)
- WWWA World Tag Team Championship (4 gånger)